# ニューメディア徳島
株式会社ニューメディア徳島（ニューメディアとくしま）は、徳島県のインターネット接続サービス「NMTnet」を運営している会社である。本社は徳島県徳島市に所在する。徳島県全域に最初に対応したプロバイダーとして有名である。

## 沿革
- 1983年8月 通商産業省がニューメディアコミュニティ構想を発表する。
- 1989年2月 徳島ニューメディア・コミュニティ構想の推進組識として第３セクター「株式会社ニューメディア徳島」を設立する。
- 1989年4月 木工業関連の設計業務支援CAD/CAMシステムの研究・開発を開始する。
- 1990年3月 徳島市の中心商店街において商業情報化実験事業を開始する。
- 1992年3月 木工業関連のデザイン開発支援CAD/CAMシステムの研究・開発を開始する。
- 1992年8月 企業間情報ネットワークシステムの調査・研究を開始する。
- 1996年4月 インターネット事業を開始する。 地域情報化の一環としてインターネット・プロバイダー「NMTネット」の試験運用を開始する。
- 1996年10月 「NMTネット」の正式サービスを開始する。
- 1999年7月 徳島全県下でのNMTネットのサービスを開始する。

## 主なサービス
- インターネット接続サービス
- ホスティングサービス
- 「阿波踊りネット」の運営
- SNS「狸の里」の運営
- 徳島検索サイト「狸ナビ」の運営